# Klaslokaal

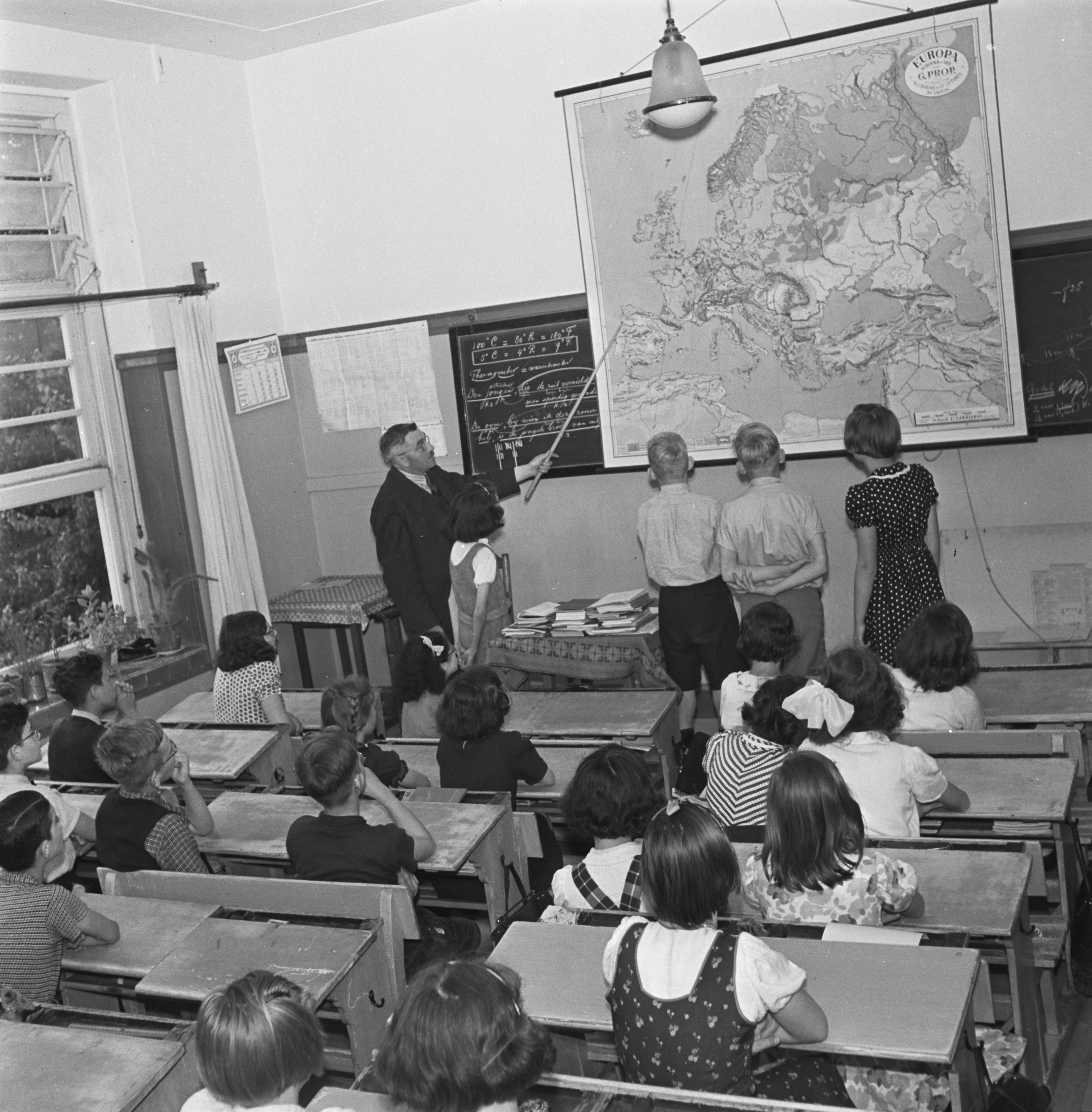
Een klaslokaal

Een klaslokaal is een ruimte in een school waarin één of meer schoolklassen onderwijs kunnen volgen.

## Voorzieningen
Voor de leraar zijn er doorgaans een aantal (technische) hulpmiddelen aanwezig, zoals een schoolbord, whiteboard, overheadprojector of tegenwoordig steeds algemener een digitaal schoolbord. Vaak is voor de leraar een bureau aanwezig, en voor de leerlingen schooltafels en stoelen. Ook zijn er soms servers met meerdere personal computers en televisie voor schooltelevisie aanwezig, al zijn deze tegenwoordig vaker centraal aangestuurd via het digitaal schoolbord. Daarnaast neemt ook het aantal scholen toe waar leerlingen voor de lessen gebruik maken van hun een persoonlijke laptop of tabletcomputer.

## Opstelling
De tafelschikking of ordening van een klaslokaal kan sterk variëren en is doorgaans passend bij de toegepaste didactiek van de aanwezige leraar en/of de doelgroep leerlingen. In hoofdlijnen zijn drie soorten tafelschikking gangbaar, waarop variaties en combinaties mogelijk zijn. Ieder van de meest gangbare tafelschikkingen heeft didactische en/of pedagogische voor- en nadelen.
De eerste variant is de schikking in rijen, waarbij iedere leerling zijn gezicht richt op de voorzijde van de klas, doorgaans de plek waar het bord zich bevindt en waar de leraar les geeft. Deze opstelling is zeer geschikt voor traditioneel docent-gestuurd onderwijs en is historisch gezien dan ook het meest toegepast. Voordelen zijn dat voor iedere leerling het bord goed zichtbaar is en een minimale afleiding van de leerlingen en aldus bevorderlijk voor de taakgerichtheid van de leerling. Deze opstelling is echter niet bevorderlijk voor individuele participatie of samenwerking.
De tweede variant is de opstelling in een halve cirkel of U-vorm. Hierdoor ontstaat een soort open ruimte te midden van de tafelopstelling en dat is de plaats waar de leraar zich kan bewegen. Het is dan eenvoudiger om direct contact te zoeken met leerlingen, en leerlingen zitten vaak tegenover elkaar en dat is bevorderlijk voor discussie en gesprek. Uit onderzoek blijkt dat leerlingen sterker participeren (door vragen te stellen) dan in de meer traditionele opstelling in rijen. Een nadeel is de soms beperkte zichtbaarheid van het bord en dat de min of meer geforceerde participatie sommige leerlingen kan afschrikken.
Een derde variant is de opstelling in groepjes, doorgaans drie tot zes tafels/zitplaatsen per groep. Deze opstelling bevordert samenwerking en contact tussen leerlingen onderling, maar heeft als valkuil dat de plaatsbepaling van de leerling zorgvuldig dient te gebeuren omdat de plaatsing invloed kan hebben op de sfeer en interactie onderling. Daarnaast is het bij opstelling in groepjes bijna per definitie zo dat het bord niet voor iedereen makkelijk zichtbaar is en dat snel sprake is van afleiding. Een ander nadeel is dat als er een toets moet worden afgenomen, de tafels los van elkaar moeten worden gezet om spieken te voorkomen.
In het basisonderwijs(PO) is de tafelschikking in rijen of groepjes het meest gangbaar. De rijen moedigen aan tot zelfstandigheid en focus op het individuele leerproces en worden toegepast bij het afnemen van toetsen om spieken te voorkomen, terwijl een schikking in groepjes bevorderlijk is voor samenwerking. Beiden zijn van belang voor de ontwikkeling van de leerling in deze leeftijdscategorie en de docent dient te bepalen welke indeling het beste bij de gestelde pedagogische doelen past.
In het middelbaar onderwijs vindt men in de theorielokalen nog vaak de rangschikking in rijen, die behalve de genoemde voordelen ook een voordeel biedt bij het afnemen van toetsen, omdat de leerlingen eenvoudig en zonder afleiding uit elkaar kunnen worden gezet. Daarnaast zijn steeds meer variaties gebruikelijk, afhankelijk van de gestelde onderwijsdoelen en het vak. Bij een vak waar debat en/of discussie onderdeel is van de onderwijsdoelen, zal een inrichting in halve cirkel of U-vorm bijvoorbeeld sneller overwogen worden. Opvallend is dat vooral praktijklokalen een zeer sterk gevarieerde inrichting en ook facilitering kennen per middelbare school, afhankelijk van het type opdrachten en de gekozen onderwijsdoelen die hiermee samenhangen.

## Karakteristieken
Behalve de voorzieningen en de aanwezige tafelschikking, zijn er meer factoren die het klaslokaal karakteriseren en zodoende invloed hebben op de leeromgeving. Onderzoekers Peter Barret, Yufan Zhang en Fay Davies maken in hun onderzoek onderscheid tussen natuurlijke factoren (zoals licht, temperatuur en akoestiek) en stimulatieve factoren (zoals kleur, decoratie en complexiteit). De tafelschikking valt voor deze onderzoekers grotendeels onder het aanvullende begrip 'individualiteit'.
De natuurlijke factoren zijn van sterke invloed op het welzijnsgevoel van leraar en leerlingen. Te weinig licht, te scherp invallend licht of een te hoge/lage temperatuur en slechte akoestiek kunnen sterk belemmerend werken op het leerproces. Het is daarom van belang dat architecten, ingenieurs en schoolmanagement terdege bewust is van natuurlijke factoren als zijnde mogelijk belemmerend, en dat passende maatregelen getroffen worden de natuurlijke factoren te optimaliseren voor de functie als klaslokaal. Bijvoorbeeld door functionele verwarming, airconditioning, zonwering, geluiddempende stoffering, etc.
De stimulatieve factoren worden in het onderwijs vaak onterecht afgedaan als 'versiering', zonder dat direct stil wordt gestaan bij de (in)directe invloeden op de leeromgeving. Dit heeft soms ook een budgettaire grondslag. Toch kan het goed zijn om bij het vormgeven van het klaslokaal rekening te houden met bijvoorbeeld het gekozen kleurenpalet, aangezien kleuren een bewezen effect hebben op zaken als concentratie, energie, creativiteit, etc. Wetenschappers wijzen wel op een juiste balans en weloverwogen keuzes, omdat een overdosis aan kleuren juist een onwenselijk effect kunnen oproepen. Met betrekking tot de decoratie van het klaslokaal wordt vaak gekozen voor vakgerelateerde zaken, doorgaans objecten of posters, bijvoorbeeld de Franse vlag in het vaklokaal Frans en de wereldkaart in het aardrijkskunde lokaal. Veel docenten kiezen ervoor om het klaslokaal te personaliseren met bijvoorbeeld werkstukken van leerlingen. Een gevaar is dat door een overvloed aan decoratie afleiding of 'overstimulatie' kan ontstaan. Leraren dienen zich zodoende bewust te zijn van het belang van evenwichtige, ordelijke decoratie in het klaslokaal.

## Bijzondere klaslokalen
In het TSO en BSO doet meer en meer de "werkplaatsklas" zijn intrede. Praktijkoefeningen en theoretische leerstof kunnen dan in hetzelfde lokaal worden onderwezen, wat de wisselwerking bevordert.
In het vmbo wordt doorgaans ook gebruikgemaakt van leerpleinen met een werkplekkenstructuur. Hier wordt geen klassikaal les meer gegeven maar worden de leerlingen zelfstandig of in groepsverband door een of meerdere docenten in een speciale lesruimte begeleid.
Op veel scholen zijn behalve reguliere (vaak min of meer uniforme) klaslokalen ook een of meerdere praktijklokalen aanwezig. Deze dienen voor het onderwijzen van praktijk-gestuurde vakken, zoals techniek, kunst, handvaardigheid, verzorging, koken, dans, etc. De inrichting is vaak afgestemd op de specifieke behoeftes passend bij het curriculum van het betreffende vak. Deze bijzondere faciliteiten vragen echter ook om strengere veiligheidseisen, zoals vastgelegd in de Arbowet. Zo moet bijvoorbeeld in lokalen met specifieke elektrische machines een of meer noodstopschakelaars en voldoende blusmiddelen aanwezig zijn, alsmede bijpassende signalering.
In het hoger onderwijs is een variant op de opstelling in rijen gangbaar, namelijk de zogenaamde collegezaal. Dit is vaak een groter klaslokaal voorzien van gefixeerde rijen stoelen of banken, in rechte rijen of licht gebogen curve, waarbij de rijen vaak trapsgewijs zijn gerangschikt. Deze ruimtes worden gebruikt om aan grotere groepen leerlingen docent gestuurd onderwijs te geven, zogenaamde hoorcolleges of lezingen.
Een andere bijzondere variant is het zogenaamde 'buitenlokaal', zoals op sommige vrije scholen wordt toegepast. Hier is een al dan niet (deels) overkapte buitenruimte aanwezig welke dienst kan doen voor lessen. Dit past bij het Ruldolf Steiner principe zoals dat doorgaans op vrije scholen gehanteerd wordt.

## Galerij

Klaslokaal in Washington D.C., 1899.
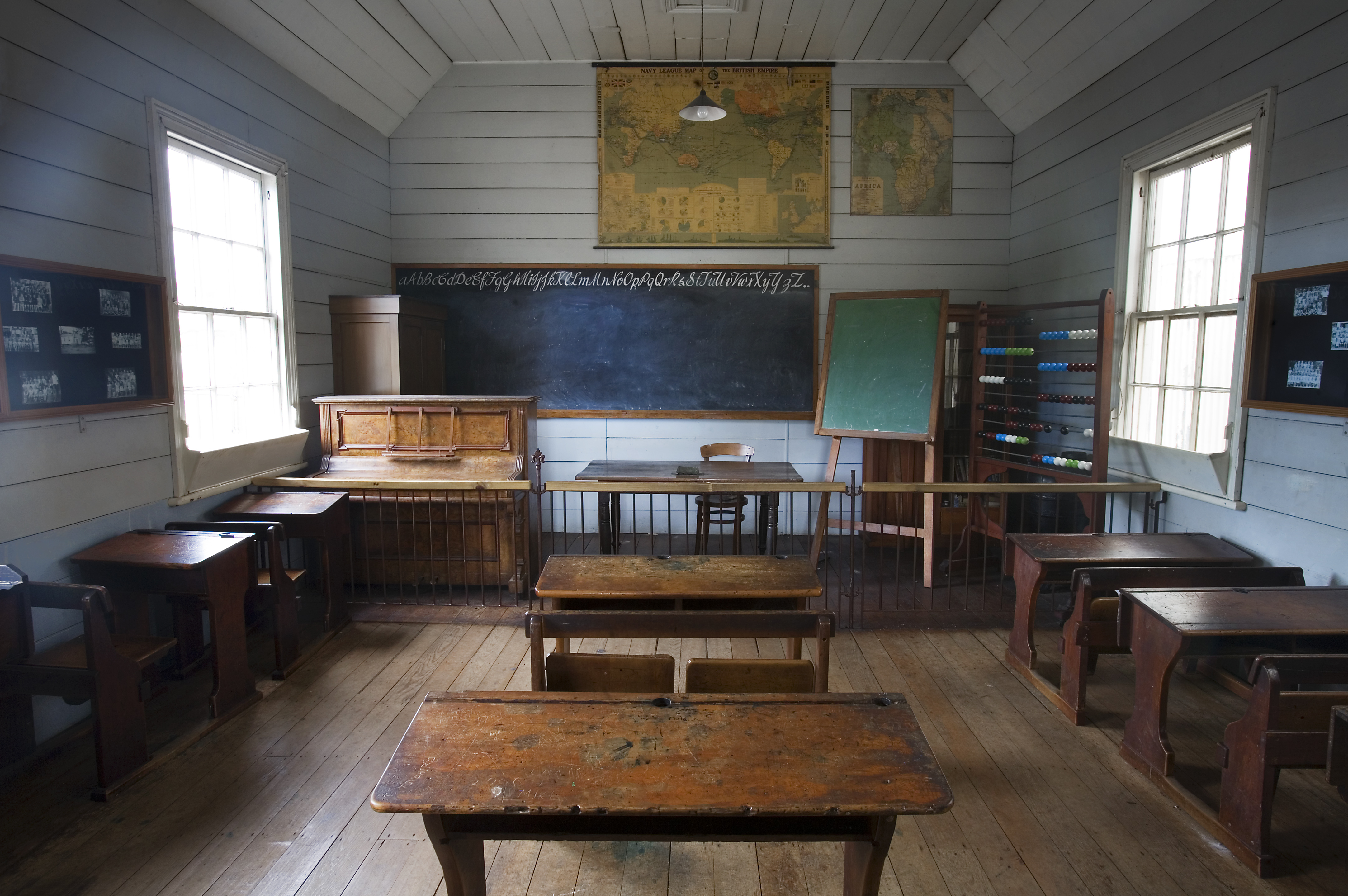
Negentiende-eeuws klaslokaal in Auckland.
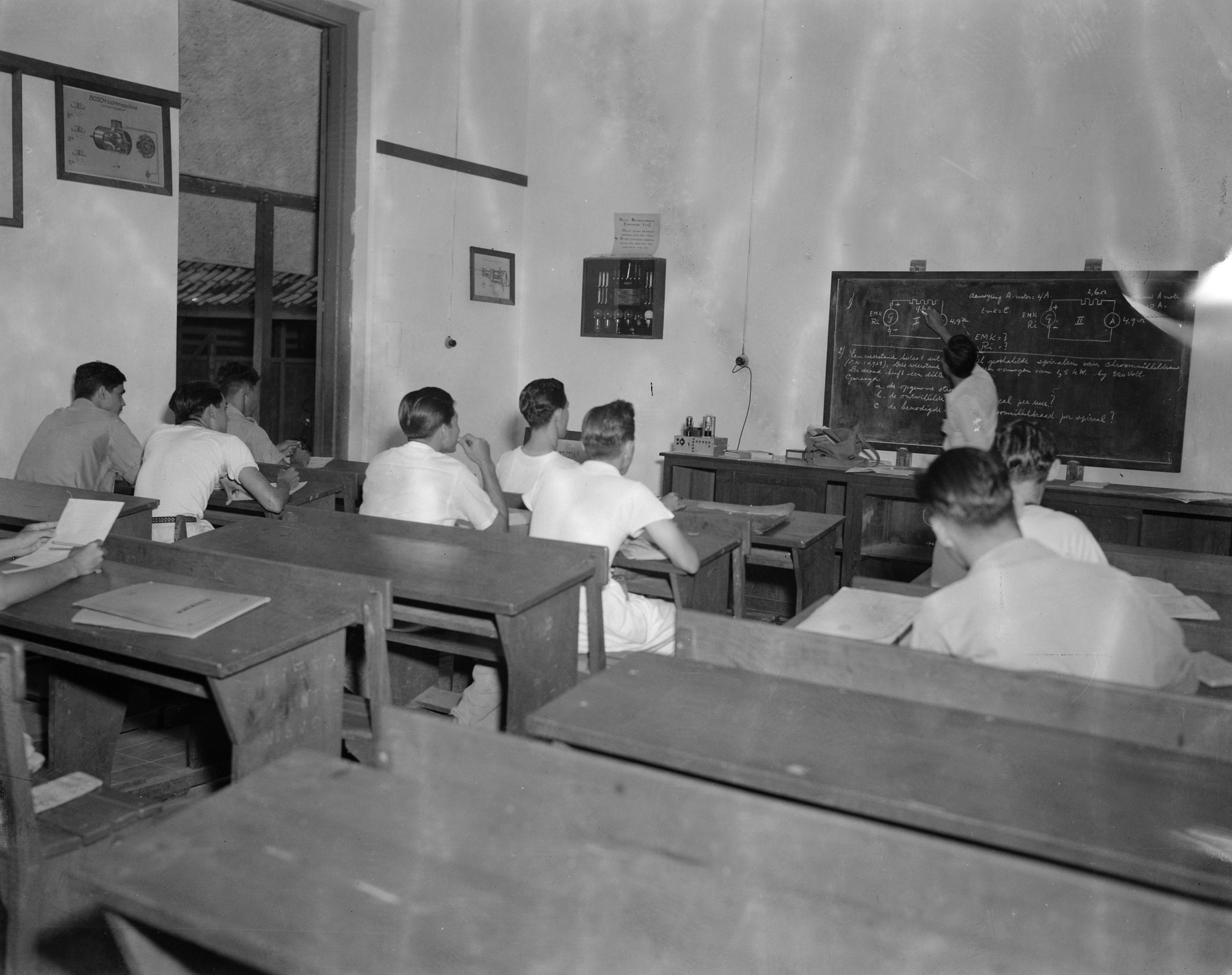
Technische Avondschool te Kramat (Indonesië), 1947.
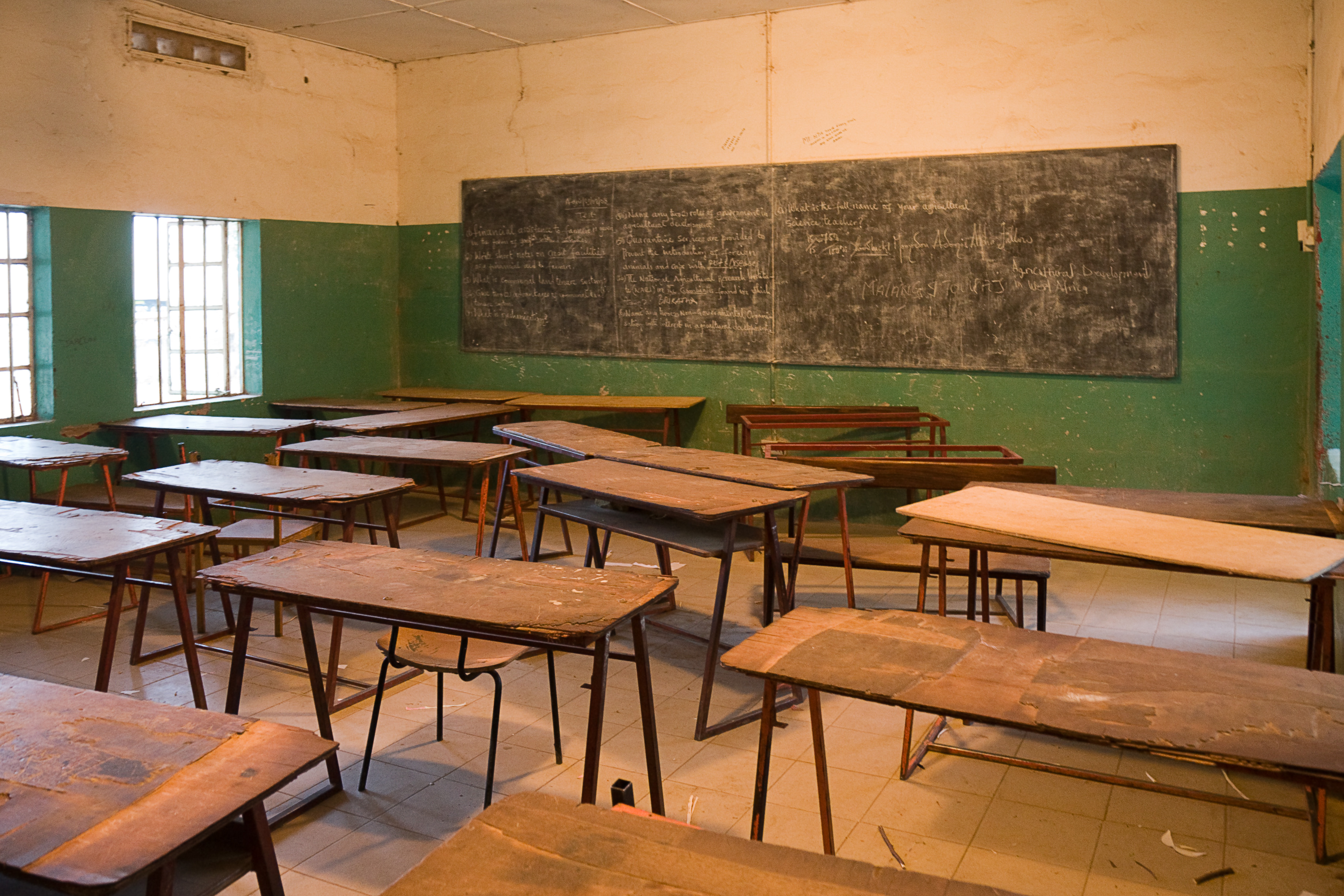
Klaslokaal in Gambia.
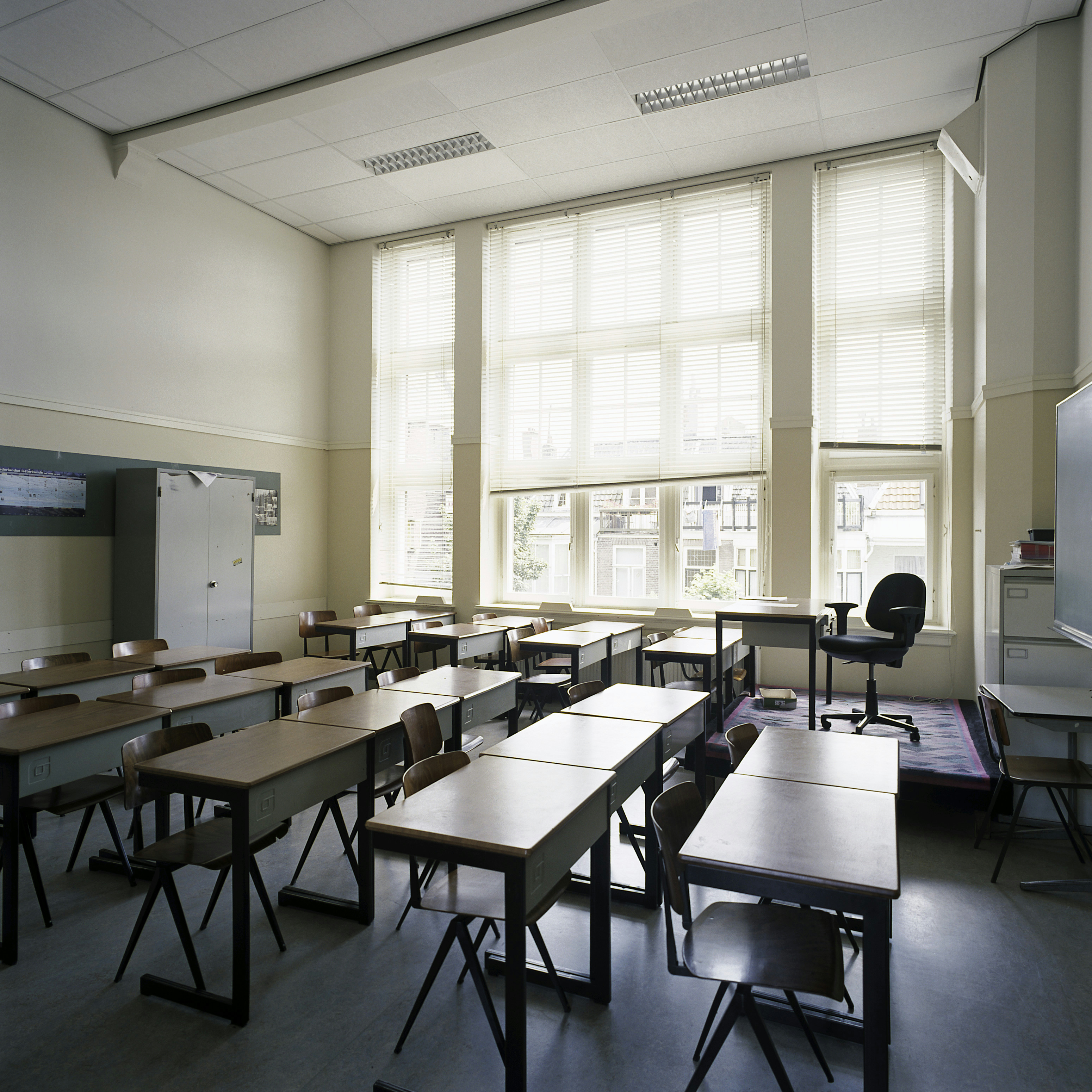
Klaslokaal van het Gymnasium Haganum in Den Haag.
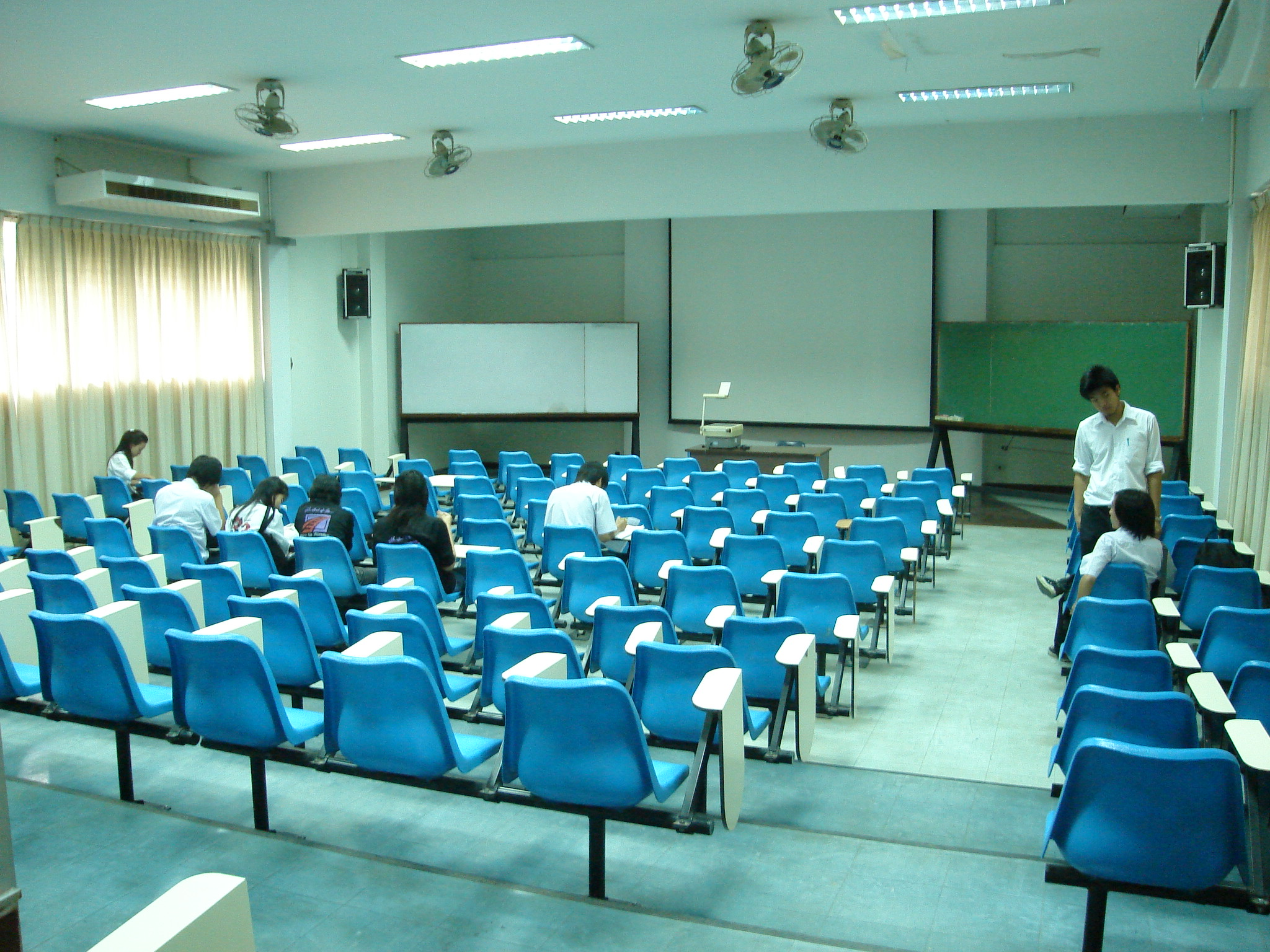
Klaslokaal van de Thaise Chiang Mai University.